# Nervio subescapular superior
El nervio subescapular superior es un nervio que  entrega inervación al músculo subescapular.
Este nervio es una rama del fascículo posterior del plexo braquial, con fibras derivadas de las raíces cervicales quinta y sexta. Desciende verticalmente y penetra en el músculo subescapular cerca de su borde superior. Se distribuye en los fascículos superiores de ese músculo.

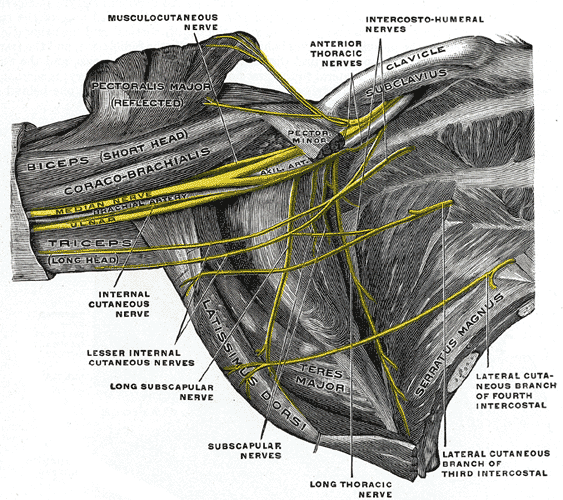
Plexo braquial derecho en la fosa axilar, visto desde abajo y el frente. Nn. subescapulares rotulados al centro y a la izquierda.